# Eddie Rubin
Edward Donald Rubin, conocido como Eddie Rubin (Cleveland, Ohio, 26 de enero de 1935-Venice, California, 24 de abril de 2014) fue un batería y músico de sesión estadounidense.

## Biografía
Eddie Rubin nació en Cleveland, Ohio.

## Discografía
- 1963: Last Night, Don Randi Trio
- 1964: At the Whisky a Go Go, Johnny Rivers
- 1964: Here We a Go Go Again!, Johnny Rivers
- 1964: John Lee Hooker, Johnny Rivers
- 1964: Maybellene, Johnny Rivers
- 1964: Aleluya – Tu Seguro Servidor (Walk Myself On Home), Los Apson (LP)
- 1965: Whisky a Go Go Presents Billy Lee Riley, Billy Lee Riley
- 1965: Non Stop Dancing At The Whisky A Go-Go, Johnny Rivers
- 1967: Whisky A Go-Go Revisited, Johnny Rivers
- 1970: Gold: Recorded Live at the Troubadour, Neil Diamond
- 1979: MUH Vol. 1 Live Aus Dem Musikalischen Unter Holz In München (LP), Various
- 1983: Love How You Feel, Sharon Redd
- 1994: Totally Live at The Whisky a Go Go, Johnny Rivers
- 1995: Only Wanna Be with You: The Definitive Collection, Obsession
- 1996: In My Lifetime, Neil Diamond
- 1998: The Yellow Balloon, The Yellow Balloon (band)
- 1998: Simply the Best [Central Station] (Various Artists)
- 2000: Love Insurance, Richelle
- 2000: Love – Mr. Life EP, Eddie Rubin – Love Insurance (Dub Mental) (Electronic, House)
- 2003: Stages: Performances 1970-2002, Neil Diamond
- 2006: Bar Jazz, Various